# Mémorial du mur de Berlin
Le mémorial du mur de Berlin (en allemand Gedenkstätte Berliner Mauer) est un monument commémoratif en Allemagne.
Pendant les décennies où Berlin fut divisé (de 1961 à 1989), les postes-frontières coupaient de nombreuses rues en deux parties ; le tracé de la rue était soit interrompu brutalement par le mur, soit parallèle aux façades des maisons, comme dans le cas de la Bernauer Straße qui devint l'un des symboles de la ville divisée.
Lors de la construction du mur, les façades sud de la Bernauer Straße servirent ainsi de frontière. Les images dramatiques montrant des individus sautant des fenêtres des immeubles pour accéder à l'Ouest ont fait le tour du monde.

## Description

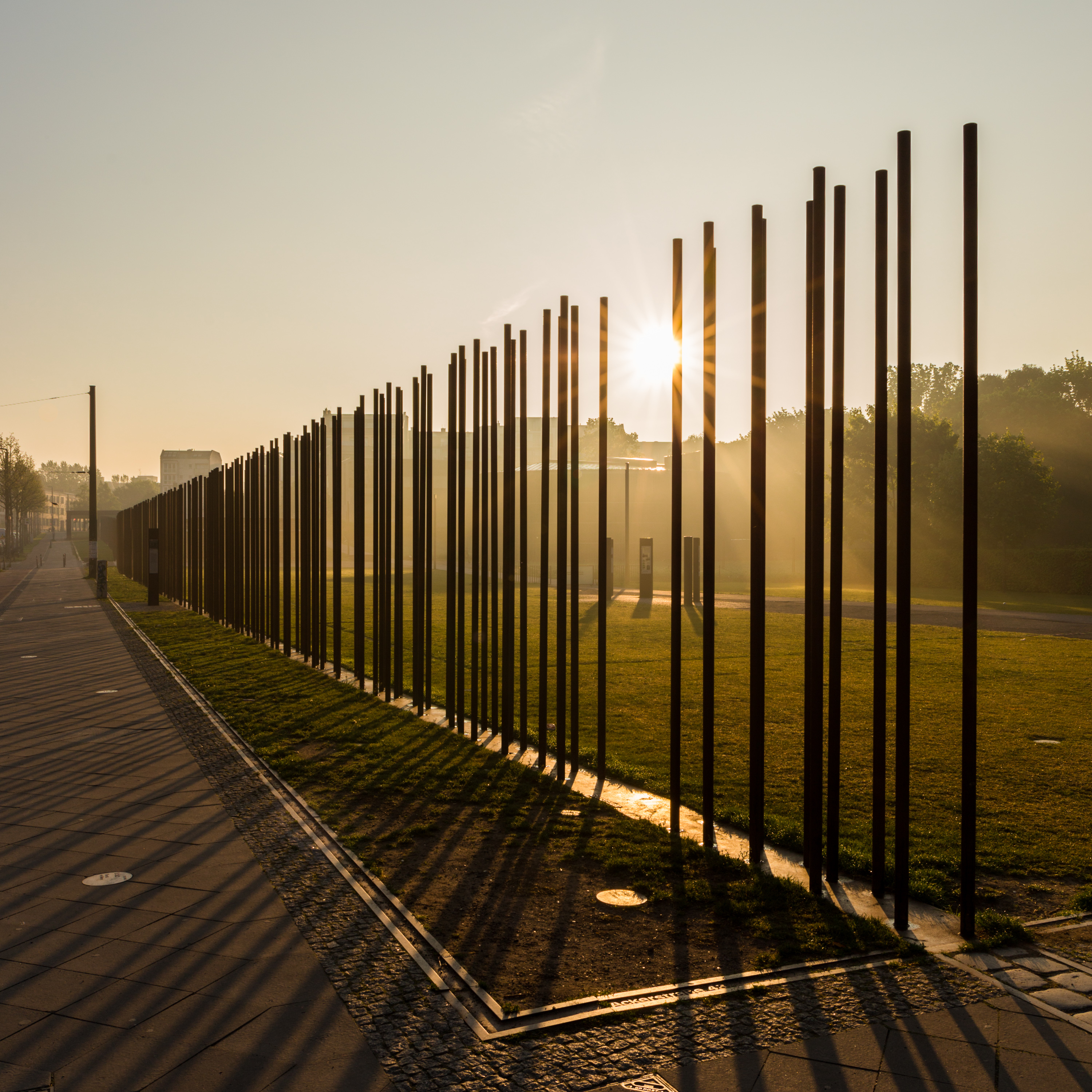
Le mémorial près de Bernauer Straße (rue Bernauer), tôt le matin. Mai 2017.

### Mur d'origine

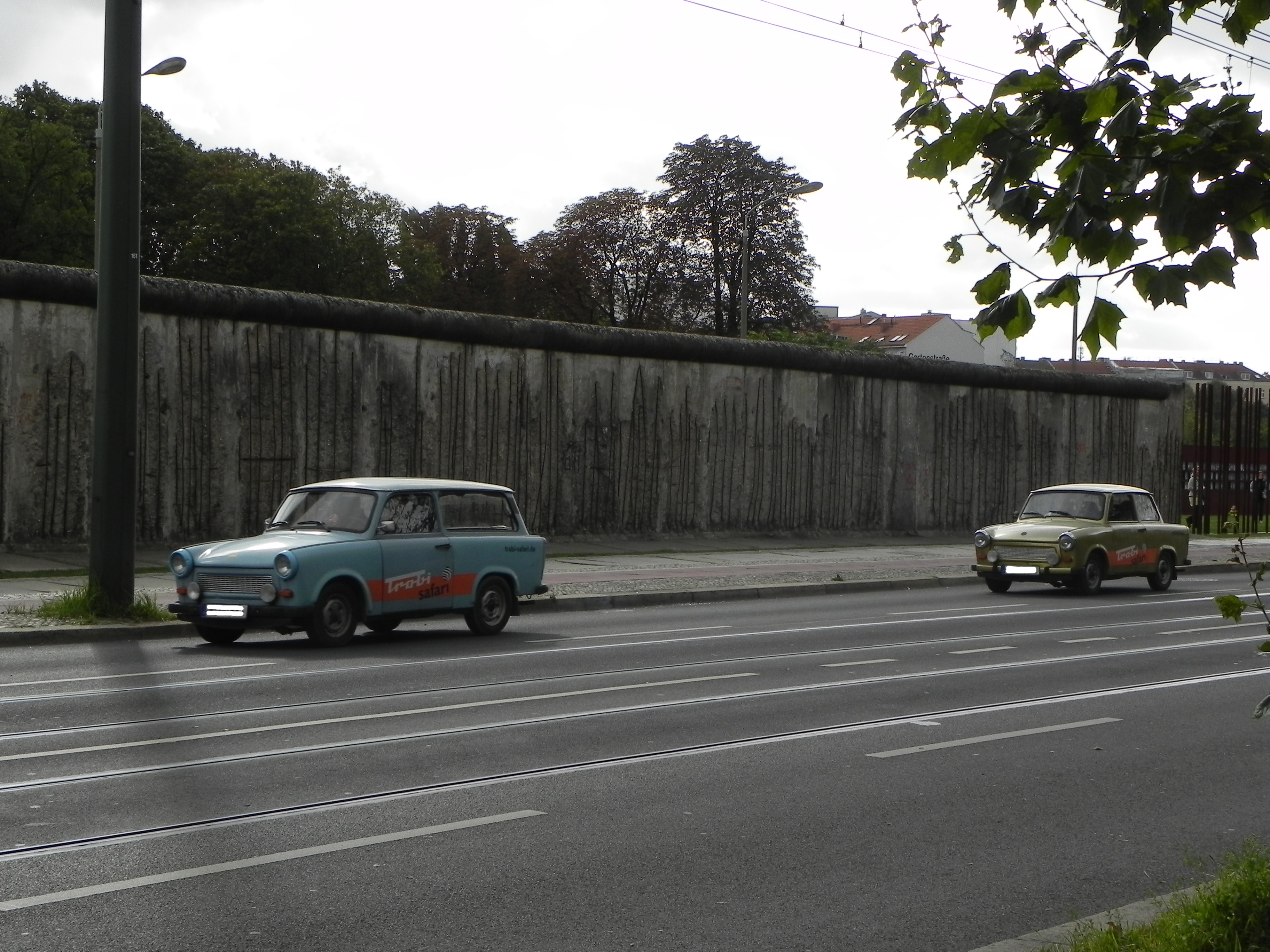
Morceau de la section subsistante du Mur de Berlin

Le mémorial comprend une section de 60 mètres de long du mur tel qu'il était lors de sa chute. Vu de l'ouest, un mur construit d'élements en L était bordé d'une section de sable, d'une "Kolonnenweg" éclairée, d'une clôture de signalement et d'un mur intérieur. Finalement une tour fut construite dans le complexe. La zone n'est pas accessibles aux visiteurs; les deux extrémités du mur d'origine se terminent par de l'acier inoxydable. Le mur nord porte l'inscription "In Erinnerung an die Teilung der Stadt vom 13 August 1961 bis zum 9 November 1989 und zum Gedenken an die Opfer kommunistischer Gewaltherrschaft" ("En souvenir de la division de la ville du 13 août 1961 au 9 novembre 1989 et à la mémoire des victimes de la dictature communiste").

### Centre de documentation
Le centre de documentation est situé de l'autre côté de la Bernauer Straße. Elle contient des salles pour des séminaires et des expositions. Le bâtiment comprend une tour d'observation de cinq étages.

### Chapelle de la Réconciliation
La Chapelle de la Réconciliation fut conçue par les architectes Peter Roth and Rudolph Sass comme une église de forme ovale avec une façade de barre de bois. La chapelle comprend un lieu de prière et des matériaux de l'ancienne Versöhnungskirche (église de la réconciliation), qui s'élevait sur le site jusqu'à sa destruction en 1985 parce qu'elle était à l'intérieur de la bande frontalière.